# Hrabstwo Walton (Georgia)
Hrabstwo Walton (ang. Walton County) – hrabstwo w stanie Georgia w Stanach Zjednoczonych. Jego siedzibą administracyjną jest Monroe i należy do obszaru metropolitalnego Atlanty.

## Nazwa
Nazwa hrabstwa pochodzi od nazwiska George'a Waltona (1749–1804), delegata Georgii na Kongres Kontynentalny, który podpisał Deklarację niepodległości.

## Geografia
Według spisu z 2011 obszar całkowity hrabstwa obejmuje powierzchnię 330,05 mil2 (855 km²), z czego 329,18 mil2 (853 km²) stanowią lądy, a 0,87 mil2 (2 km²) stanowią wody.

### Sąsiednie hrabstwa
- Hrabstwo Barrow, Georgia (północ)
- Hrabstwo Oconee, Georgia (północny wschód)
- Hrabstwo Morgan, Georgia (południowy wschód)
- Hrabstwo Newton, Georgia (południe)
- Hrabstwo Rockdale, Georgia (południowy zachód)
- Hrabstwo Gwinnett, Georgia (północny zachód)

### Miejscowości
- Between
- Good Hope
- Jersey
- Loganville
- Monroe
- Walnut Grove

## Demografia
Według spisu w 2020 roku liczy 96,7 tys. mieszkańców, co oznacza wzrost o 15,4% w porównaniu z poprzednim spisem z roku 2010. 71% stanowi biała społeczność nielatynoska, 20% to Afroamerykanie lub czarnoskórzy, 5,8% to Latynosi i 1,7% deklaruje pochodzenie azjatyckie.

## Religia

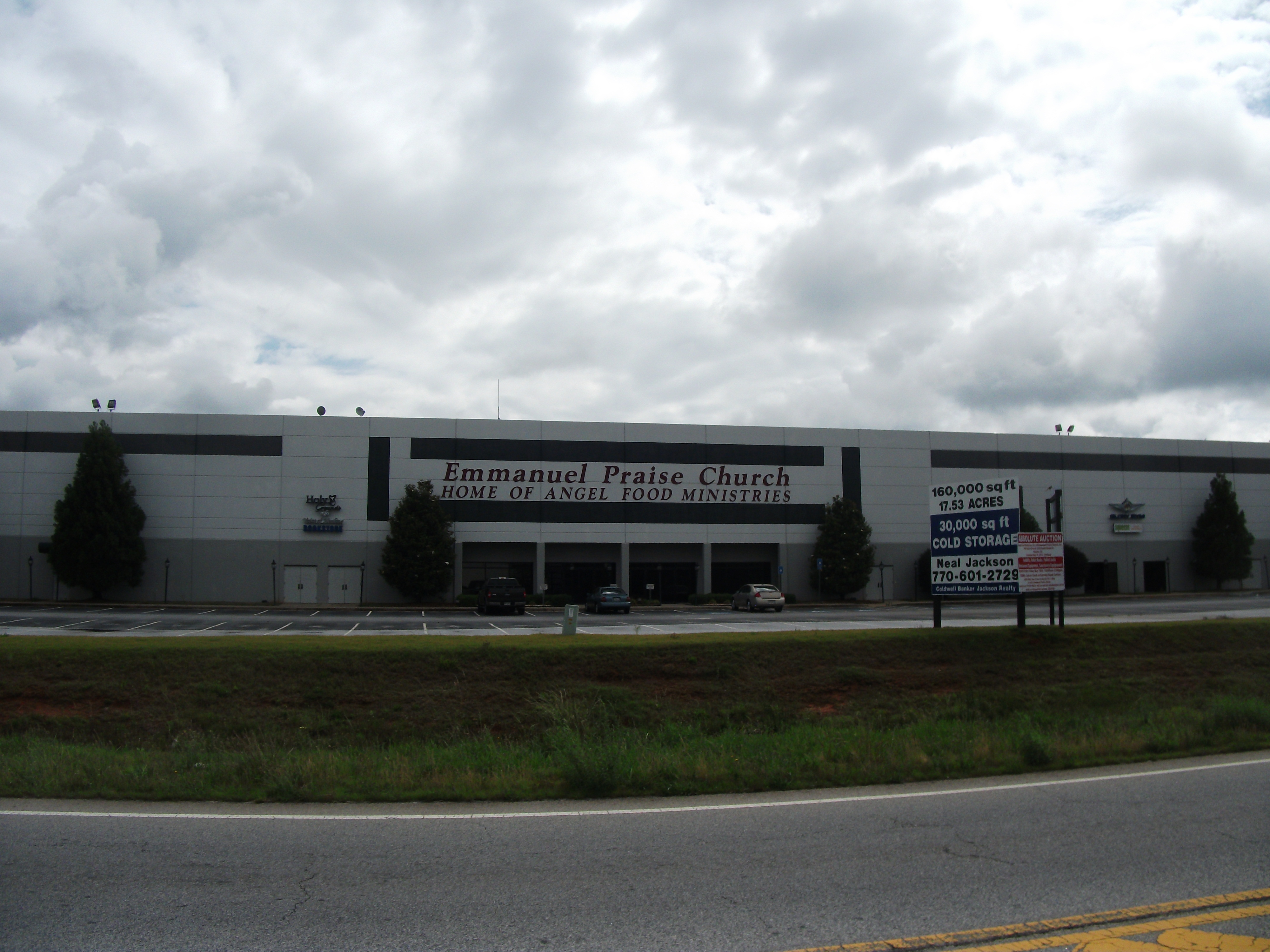
Bezdenominacyjny kościół Emmanuel Praise Church w Monroe.

Według danych z 2020 roku do największych denominacji należały: Południowa Konwencja Baptystów (14,6 tys. członków), Zjednoczony Kościół Metodystyczny (3,5 tys.) i Kościół katolicki (3,4 tys.). 7,7 tys. członków zrzeszały lokalne bezdenominacyjne zbory ewangelikalne. Mniejsze grupy obejmowały zielonoświątkowców, campbellitów (1,8 tys.), Narodową Misyjną Konwencję Baptystyczną Ameryki (1,6 tys.), mormonów (1,6 tys.), muzułmanów (1,4 tys.) i świadków Jehowy (1,2 tys.).

## Polityka
Hrabstwo jest silnie republikańskie, gdzie w wyborach prezydenckich w 2020 roku, 74,1% głosów otrzymał Donald Trump i 24,8% przypadło dla Joe Bidena.